# Aspidoscelis sexlineatus
Aspidoscelis sexlineatus (шестисмугий батогохвіст) — вид ящірок родини теїдових (Teiidae). Мешкає в США і Мексиці.

## Підвиди
Виділяють три підвиди:
- Aspidoscelis sexlineatus sexlineatus (Linnaeus, 1766);
- Aspidoscelis sexlineatus stephensae (Trauth, 1992);
- Aspidoscelis sexlineatus viridis (Lowe, 1966).

## Поширення і екологія
Шестисмугі батогохвости поширені на більшій частині південного сходу і півдня центральної частини США, від Меріленда і Флориди на північ до Вісконсина, на захід до східного Вайомінга, східного Колорадо, сходу Нью-Мексико і Техасу, а також на крайньому північному сході Тамауліпасу в Мексиці. Вони живуть на луках, піщаних і гравійних берегах річок, у скелястих місцевостях біля підніжжя гір та в рідколіссях. Живляться комахами, відкладають яйця.